# 2453 Wabash
2453 Wabash è un asteroide della fascia principale del diametro medio di circa 26,1 km. Scoperto nel 1921, presenta un'orbita caratterizzata da un semiasse maggiore pari a 3,0181459 UA e da un'eccentricità di 0,1137630, inclinata di 10,32425° rispetto all'eclittica.